# Hesseln (Halver)
Hesseln ist eine Hofschaft in Halver im Märkischen Kreis im Regierungsbezirk Arnsberg in Nordrhein-Westfalen (Deutschland).

## Lage und Beschreibung
Hesseln liegt auf 372 Meter über Normalnull südwestlich vom Halveraner Hauptort oberhalb des Bolsenbachs. Nachbarorte sind neben dem Hauptort die Orte  Stenkenberg, Niederhövel, Altemühle, Gesenberg, Hefendehl, Hulvershorn und Im Sumpf. Der Ort ist über Nebenstraßen zu erreichen, die den Hauptort mit dem Ortsteil Anschlag verbinden. Westlich erhebt sich eine Anhöhe mit 396,5 Meter über Normalnull.

## Geschichte
Hesseln wurde erstmals 1462 urkundlich erwähnt, die Entstehungszeit der Siedlung wird aber für den Zeitraum zwischen 1050 und 1200 infolge der Rodungsphase nach der hochmittelalterlichen Territorialbildung vermutet. Hesseln war vermutlich ein Abspliss der Hofschaft Gesenberg.
Um 1500 ist durch Urkunden belegt, dass der Hof Hesseln dem bergischen Amt Beyenburg abgabenpflichtig war. Die Gerichtsbarkeit des Hofs unterstand einem extra für die bergischen Höfe im ansonsten märkisch beherrschten Kirchspiel Halver bestellten bergischem Richter, was häufig zu Streit mit dem für das Kirchspiel eigentlich zuständigen märkischen Gografen führte.
1818 lebten 26 Einwohner im Ort. Laut der Ortschafts- und Entfernungs-Tabelle des Regierungs-Bezirks Arnsberg wurde Hesseln als Hof kategorisiert und besaß 1838 eine Einwohnerzahl von 25, davon zwei katholischen und 23 evangelischen Glaubens. Der Ort gehörte zur Lausberger Bauerschaft innerhalb der Bürgermeisterei Halver und besaß fünf Wohnhäuser, drei Fabriken bzw. Mühlen und ein landwirtschaftliches Gebäude.
Das Gemeindelexikon für die Provinz Westfalen von 1887 gibt eine Zahl von 38 Einwohnern an, die in fünf Wohnhäusern lebten.
Im Nahbereich gab es die Hesselermühle, eine Mühle am Bolsenbach.